# Antony and Cleopatra
Antony and Cleopatra, op. 40, és una òpera en tres actes amb música de Samuel Barber i llibret en anglès de Franco Zeffirelli, basat en l'obra Antoni i Cleòpatra de Shakespeare. Utilitza exclusivament les paraules de Shakespeare. Es va estrenar al Metropolitan Opera de Nova York el 16 de setembre de 1966.

## Representacions
Va ser representada per primera vegada a Nova York el 16 de setembre de 1966, en la inauguració de la nova seu del Metropolitan Opera en el Lincoln Center. Es tractava de tenir una nova òpera d'un compositor nord-americà per a la gala inaugural del nou edifici.
No es va reparar en les despeses. Franco Zeffirelli va ser contractat com a director d'escena. Thomas Schippers va ser el director d'orquestra. El disseny de l'escenari i del vestuari eren complexos; el repartiment, enorme, ja que incloïa vint-i-dos cantants, cor complet i ballarins de ballet. Entre els estels de l'elenc hi havien la soprano Leontyne Price en el paper de Cleopatra, el baríton Justino Díaz en el paper de Marc Antoni, el tenor Jess Thomas com a Octavi August, i la mezzosoprano Rosalind Elias com a Charmian.
L'òpera va ser destrossada de forma exhaustiva i cruel pels crítics. En general s'atribueix el desastre al conflicte entre la complexa posada en escena i la naturalesa més íntima de la música de Barber. Per acabar de vessar el got, una part de l'escenari giratori es va trencar sota el pes del multitudinari repartiment d'extres durant els assajos.

## Personatges
| Personatge                    | Tessitura    | Elenc de l'estrena, 16 de setembre de 1966 (Director: Thomas Schippers) |
| ----------------------------- | ------------ | ----------------------------------------------------------------------- |
| Cleòpatra                     | soprano      | Leontyne Price                                                          |
| Marc Antoni                   | baríton      | Justino Diaz                                                            |
| César Octavià                 | tenor        | Jess Thomas                                                             |
| Enobarb                       | baix         | Ezio Flagello                                                           |
| Charmian, criada de Cleòpatra | mezzosoprano | Rosalind Elias                                                          |
| Ires                          | mezzosoprano | Belén Emparen                                                           |
| Mardian                       | tenor        | Andrea Velis                                                            |
| Missatger                     | tenor        | Paul Franke                                                             |
| Alexas                        | baix         | Raymond Michalski                                                       |
| Endeví                        |              | Lorenzo Alvary                                                          |
| Rústic                        |              | Clifford Harvuot                                                        |
| Octavia                       |              | Mary Ellen Pracht                                                       |
| Mecenes                       |              | Russell Christopher                                                     |
| Agripa                        |              | John Macurdy                                                            |
| Lèpid                         | tenor        | Robert Nagy                                                             |
| Thidias                       |              | Robert Goodloe                                                          |
| Soldat de César               |              | Gabor Carelli                                                           |
| Eros                          |              | Bruce Scott                                                             |
| Dolabella                     |              | Gene Boucher                                                            |
| Canidio                       | baríton      | Lloyd Strang                                                            |
| Demetrio                      |              | Norman Giffin                                                           |
| Scauro                        |              | Ron Bottcher                                                            |
| Decretes                      |              | Louis Sgarro                                                            |
| Capità de la guàrdia          |              | Dan Marek                                                               |
| Guàrdia 1                     |              | Robert Schmorr                                                          |
| Guàrdia 2                     |              | Edward Ghazal                                                           |
| Guàrdia 3                     |              | Norman Scott                                                            |
| Soldat de Marc Antoni         |              | John Trehy                                                              |
| Vigilant 1                    |              | Paul De Paola                                                           |
| Vigilant 2                    |              | Luis Forero                                                             |
| Sentinella                    |              | Peter Sliker                                                            |